# Teddy Pilette
Teddy Pilette (n. 26 iulie 1942) este un fost pilot belgian de Formula 1 care a evoluat în Campionatul Mondial în anii 1974 și 1977.